# Ténèbres sur Diamondia
Ténèbres sur Diamondia (titre original : The Darkness on Diamondia) est un roman de science-fiction, écrit en 1972 par A. E. van Vogt (Canada).

## Résumé
Un militaire est expédié sur une lointaine planète dans le but d'en faire évacuer les forces armées terriennes, tout en sachant que cela risque fort de provoquer le massacre de millions de colons terriens par la population locale hostile. Sa mission sera compliquée par une entité qui interchange les personnalités tant terrestres qu'extraterrestres.